# 滋賀県立大津高等学校
滋賀県立大津高等学校（しがけんりつ おおつこうとうがっこう、英称：Shiga Prefectural Otsu High School）は、滋賀県大津市馬場にある公立の高等学校。

## 概要
1902年（明治35年）に創立された「滋賀県立大津高等女学校」を前身とする。1948年（昭和23年）の学制改革で新制高等学校として発足し、数回の改称・改編を経て1956年（昭和31年）に現校名となった。普通科と家庭科学科を設置。
校歌は作詞は和田利男、作曲は網代栄三による。歌詞は2番まであり、両番に校名の「大津高校」が登場する。
JR琵琶湖線と京阪石山坂本線の沿線にあり、交通の便の良い立地にある。大津市の繁華街に近く、膳所駅前商店街（ときめき坂商店街）に隣接している。

## 沿革
- 1902年（明治35年）4月1日 - 「滋賀県立大津高等女学校」が創立される。
- 1932年（昭和7年）1月1日 - 現在地に改築移転。
- 1947年（昭和22年） - 高等女学校の募集を停止
- 1948年（昭和23年）4月1日 - 大津市内の旧制中等教育学校5校（県立3校（膳所中学校・大津高等女学校・大津商業学校）と市立2校（高等女学校・女子商業学校））が廃止、統合の上、新制高等学校「滋賀県立大津高等学校」・「滋賀県立膳所高等学校」・「滋賀県立志賀高等学校」3校が発足。 大津高等学校には全日制課程2学科（普通科・商業科）が設置。
- 1949年（昭和24年）4月1日 - 高校三原則に基づく滋賀県内公立高校の再編が行われる。上記3校が廃止・統合され、総合制の「滋賀県立大津高等学校」が発足する。旧・大津高等学校（大津高等女学校）校舎は「西校舎」となる。
- 1950年（昭和25年）4月1日 - 定時制課程2学科（普通科・商業科）を併設。
- 1952年（昭和27年）4月1日 - 公立高校の再編により、滋賀県立大津高等学校が東西に分離される。東校舎に普通科をまとめ「滋賀県立大津東高等学校」と改称。西校舎に商業科と家政科をまとめ「滋賀県立大津西高等学校」と改称（創立年）。
- 1956年（昭和31年）4月1日 - 「滋賀県立大津高等学校」（現校名）に改称（「西」を除く）。この時、滋賀県立大津東高等学校は滋賀県立膳所高等学校に改称。
- 1958年（昭和33年）4月1日 - 商業科の募集を停止し、普通科を新設。
- 1960年（昭和35年）3月31日 - 商業科を廃止。
- 1969年（昭和44年）4月1日 - 定時制課程が分離し、滋賀県立大津中央高等学校として独立。
- 1971年（昭和46年）6月30日 - 新校舎（第一期工事）が完成。
- 1972年（昭和47年）5月1日 - 新体育館等が完成。
- 1978年（昭和53年）
  - 6月30日 - 体育クラブ部室棟が完成。
  - 10月9日 - プールが完成。
- 1979年（昭和54年）
  - 2月21日 - 新校舎（第三期工事）が完成。
  - 2月28日 - 弓道場が完成。
- 1982年（昭和57年）10月25日 - 樺朋会館（同窓会館）が完成。
- 1987年（昭和62年）3月31日 - LL語学演習室が完成。
- 1989年（平成元年）3月31日 - 運動場を改修。新体育クラブ部室が完成。
- 1991年（平成3年）4月1日 - 家政科の募集を停止し、家庭科学科を新設。
- 1996年（平成8年）3月29日 - 特別教室棟が完成。
- 1997年（平成9年）
  - 9月29日 - 福祉環境整備工事が完成。
  - 12月17日 - 調理実習室を改修。
- 2001年（平成13年）2月13日 - 体育館フロアを改修。
- 2002年（平成14年）4月21日 - セミナーハウス「樺朋会館」が完成。
- 2009年（平成21年）2月16日 - 校舎・体育館の耐震改修工事が完成。

## 部活動
カヌー部、ボート部、軽音楽部、サッカー部などが何度も全国大会に出場している。特にカヌー部では全国大会優勝、世界大会へ出場する生徒も出ている。

## アクセス
- JR琵琶湖線膳所駅 200メートル
- 京阪石山坂本線京阪膳所駅 200メートル

## 著名な卒業生
- 小倉遊亀 - 日本画家[1]
- 高谷朝子 - 元宮内庁掌典職[1]
- 三久保角男 - 元中部日本放送アナウンサー
- 藤本恵子 - 作家
- 田中いっこう - 洋画家、女子美術大学教授、国画会会員
- 大津びわ子 - ラジオパーソナリティ
- 三井健一 - 騎手
- 田村風起 - 競輪選手
- マリオネット高田-全国髪製品会長

## 著名な教職員
- 甲斐和里子 - 教育者、京都女子大学の前身、顕道女学院の創始者、大津高等女学校教諭
- 橋本忠太郎 - 植物学者、大津高等女学校教諭
- 山口正之 - 宗教学者、大津高等女学校教諭
- 秋本守英 - 国文学者、国語学者、龍谷大学名誉教授、副学長、教諭